# Saison 9 de New York, section criminelle
Chronologie
Saison 8 Saison 10
Cet article présente la neuvième saison de la série policière New York, section criminelle.

## Synopsis de la saison
Cette série met en scène une unité d'élite chargée d'enquêter sur des meurtres extrêmement violents en cernant la psychologie des meurtriers.

## Distribution principale
- Vincent D'Onofrio : inspecteur Robert Goren (épisodes 1 et 2)
- Kathryn Erbe : inspecteur Alexandra Eames	(épisodes 1 et 2)
- Jeff Goldblum : inspecteur Zack Nichols
- Saffron Burrows : inspecteur Serena Stevens (épisodes 2 à 16)
- Mary Elizabeth Mastrantonio : capitaine Zoe Callas (épisodes 3 à 16)
- Eric Bogosian : capitaine Daniel Ross (épisode 1)
- Leslie Hendrix (en) : médecin légiste en chef Elizabeth Rodgers (récurrente)

## Invités
- Ato Essandoh : Hassan (épisode 1 et 2)
- David Zayas : Stanley Maas (épisode 2)
- Amy Landecker : Agent Stahl (épisode 2)
- Thomas McDonell : Eddie Boyle (épisode 3)
- Melissa Benoist : Jessalyn Kerr (épisode 4)
- Dominic Fumusa : Nathan Grayson (épisode 5)
- Karen Olivo : Sierra Brandis (épisode 5)
- Caroline Dhavernas : Maya Sills (épisode 7)
- Michael Gladis : Randall (épisode 7)
- Dash Mihok : Damon Kerrigan (épisode 7)
- Josh Stamberg : Chris Denardi (épisode 8)
- William Mapother : John Silverstri (épisode 8)
- Alysia Reiner : Michelle Linden (épisode 11)
- Holley Fain : Angela Caldera (épisode 12)
- Laura Harring : Marta (épisode 12)
- Mili Avital : Lenore Abrigaille (épisode 14)
- Geraldine Hughes : Regina (épisode 14)
- Dan Lauria : Sal (épisode 15)
- Michael B. Jordan : Danny Ford (épisode 15)
- Ralph Macchio : Louis Marciano (épisode 15)

## Liste des épisodes

### Épisode 1:Raison d'État: Partie 1
- États-Unis : 30 mars 2010 sur USA Network
- France : 12 février 2011 sur TF1

- Ato Essandoh (Hassan)
- Condola Rashad (Kadra)
- John Sharian (Jan Van Dekker)
- Jeff Goldblum : Zach Nichols

### Épisode 2:Raison d'État: Partie 2
- États-Unis : 6 avril 2010 sur USA Network
- France : 12 février 2011 sur TF1

- Ato Essandoh (Hassan)
- Condola Rashad (Khadra)
- John Sharian (Jan Van Dekker)
- David Zayas (capitaine pro tempore Stanley Maas)
- Amy Landecker (agent Stahl)
- Mike Pniewski (chef des inspecteurs, Kenny Moran)
- Jicky Schnee (Jill Peak)
- Babs Olusanmokun (assassin)
- Scott Whitehurst (Ron Hegel)
- Sean T. Krishnan (Patel)
- David Forsyth (Piaggi)

- Première apparition de Saffron Burrows (inspecteur Serena Stevens), non créditée au générique.
- Vincent D'Onofrio (inspecteur Robert Goren) et Kathryn Erbe (inspecteur Alexandra Eames) ne font plus d'apparitions dans la saison après cet épisode.
- Afin de conserver le nombre de 3 acteurs au générique, et compte tenu de la mort du Capitaine Ross et de la participation de l'inspecteur Zach Nichols à l'enquête, le nom d'Eric Bogosian est remplacé par celui de Jeff Goldblum au générique. Il s'agit du 3ème générique de la série avec un nombre supérieur à 2 inspecteurs, après les épisodes 6 et 7 de la saison 5 où les deux équipes Goren/Eames et Logan/Barek figuraient au générique. Par ailleurs, il s'agit du 5ème générique spécialement modifié, en incluant le générique temporaire des épisodes 2, 4, 6, 8 et 10 de la saison 7 (Alicia Witt remplaçant Julianne Nicholson) et l'épisode 16 de la saison 8, (Kathryn Erbe remplaçant Julianne Nicholson). L'ordre d'apparition est Vincent d'Onofrio/Jeff Goldblum/Kathryn Erbe.

### Épisode 3:Esprit de clan
- États-Unis : 13 avril 2010 sur USA Network
- France : 19 février 2011 sur TF1

- David Vadim (Valeyev)
- Joseph Adams (capitaine Charles Galloway)
- Kevin Conway (Jackie Dooley)
- Timothy Devlin (inspecteur Russell)
- Thomas McDonell (Eddie Boyle)
- Jordan Lund (Marvin)
- Ryan Woodle (Tommy)
- John Juback (Teddy)
- Margot White (Cassie Fields)

- Première apparition de Mary Elizabeth Mastrantonio (capitaine Zoe Callas).
- La chanson joué au début et à la fin de l'épisode est Middle of Nowhere, écrite par Mike Post et Alan Doyle, et interprété par Alan Doyle.

### Épisode 4:Ballet noir
- États-Unis : 20 avril 2010 sur USA Network
- France : 26 février 2011 sur TF1

- Vivien Cardone (Paulette Bartol)
- Melissa Benoist (Jessalyn Kerr)
- Lorenzo Pisoni (Ethan Johns)
- Kelly Deadmon (Mme Kerr)
- Christopher Durham (M. Kerr)
- Alexandra Metz (Riley)

### Épisode 5:Vieux frères
- États-Unis : 27 avril 2010 sur USA Network
- France : 12 mars 2011 sur TF1

- Arian Moayed (Eli Gold)
- Dominic Fumusa (Nathan Grayson)
- Jim True-Frost (David Novak)
- Steve Axelrod (gestionnaire de l'immeuble)
- Kate Jennings Grant (Cynthia Novak)
- Kenneth Schwarz (homme d'affaires)
- Clare Foley (Amanda Novak)
- Karen Olivo (Sierra Brandis)
- Liam Foley (Sean Novak)
- Bree Williamson (Amber Donelli)
- Gianna Simone (Gia)
- Reginald Veneziano (Kevin Denaburg)

### Épisode 6:Question de vie ou de mort
- États-Unis : 4 mai 2010 sur USA Network
- France : 5 mars 2011 sur TF1

- Dallas Roberts (Dr Abel Hazard)
- Derek Cecil (Ted Stoddard)
- Eleanor Hutchins (Veronica Kalen)
- Nadia Bowers (Linda Stoddard)
- Brenda Withers (substitut du procureur Emma Niles)
- Steven Skybell (Leon Vorsichtiger)
- Paul Basile (sosie de Robert Smith)
- Cordelia Reynolds (Call Girl)
- Timothy Davis (Leeland Kalen)

### Épisode 7:Tableau de chasse
- États-Unis : 11 mai 2010 sur USA Network
- France : 19 mars 2011 sur TF1

- Caroline Dhavernas (Maya Sills)
- Tom Kemp (oncle Joe)
- Megan Tusing (Rachel Melham)
- Michael Gladis (Randall)
- Brenda Withers (substitut du procureur Emma Niles)
- Dash Mihok (Damon Kerrigan)
- Brooke Alexander (Valerie Felix)
- Khan Baykal (Jay Linnet)
- Cheryl Lynn Bowers (Janine Lutz)
- Natalie Kuhn (Isabel Felix)

### Épisode 8:Le Pacte
- États-Unis : 18 mai 2010 sur USA Network
- France : 2 avril 2011 sur TF1

- Curtiss Cook (Rob Robbins)
- Josh Stamberg (Dr Chris Denardi)
- Joshua Burrow (Bailey O'Doyle)
- William Mapother (John Silvestri)
- Karl Bury (Greg Foster)
- Tina Benko (Mme O'Doyle)
- Erin Dilly (Anne Silvestri)

### Épisode 9:Prête à tout
- États-Unis : 25 mai 2010 sur USA Network
- France : 9 avril 2011 sur TF1

- Bill Sage (Forrest Caruso)
- Ian Kahn (Frank Bolinger)
- John Bolger (Connor James)
- Tracy Pollan (Patricia Caruso)
- Conor Leslie (Mia Caruso)

### Épisode 10:La Marque du tueur
- États-Unis : 1er juin 2010 sur USA Network
- France : 16 avril 2011 sur TF1

- Ryan O'Nan (Dale Grisco)
- McCaleb Burnett (Ernie)
- Reathel Bean (Shelby Redding)
- Paul Calderon (Marcus Feingold)
- Chance Kelly (Elvis Howell)

### Épisode 11:La Part de l'ombre
- États-Unis : 8 juin 2010 sur USA Network
- France : 21 mai 2011 sur TF1

- Matt Burns (Virgil)
- Ylfa Edelstein (Sanson)
- Angel David (inspecteur Lasalle)
- Clayne Crawford (Jeremy Parks)
- Paul Basile (sosie de Robert Smith)
- Alysia Reiner (Michelle Linden)

### Épisode 12:Le Digne Héritier
- États-Unis : 15 juin 2010 sur USA Network
- France : 23 avril 2011 sur TF1

- José Zuniga (sénateur Victor Caldera)
- Holley Fain (Angela Caldera)
- James Martinez (Rick Caldera)
- Laura Elena Harring (Marta Caldera)
- Emanuele Ancorini (Da Silva)
- Michael Dempsey (Ryan Foley)

### Épisode 13:Malgré lui
- États-Unis : 22 juin 2010 sur USA Network
- France : 30 avril 2011 sur TF1

- Adam Rothenberg (Henry Di Piano)
- Daniel London (Dr Joel Silverstern)
- Kelly AuCoin (Dr Shelly Springe)
- Lenny Venito (Dominic Fabrigazzi)
- Joseph Siravo (Magglio Di Piano)
- Nick Sandow (Procureur Roydell Getty)
- Vincent Curatola (Anthony Blewins)
- Peter Appel (Theodore "Cubby" Viviano)
- Erin Fritch (Julia Hiken)
- Paul Urcioli (Les Tarney)
- Cathy Moriarty (Annalisa Gentillo)

### Épisode 14:Entre les lignes
- États-Unis : 29 juin 2010 sur USA Network
- France : 28 avril 2011 sur TF1

- Louis Cancelmi (en) (Bernard)
- Mili Avital (Lenore Abrigaille)
- Erik Jensen (Richard Celeste)
- Geraldine Hughes (Regina)
- Brennan Brown (Merrill)
- Tom Bloom (Palmer Abrigaille)

### Épisode 15:Combat de chiens
- États-Unis : 6 juillet 2010 sur USA Network
- France : 14 mai 2011 sur TF1

- Alexis Suarez (Huxley)
- Dan Lauria (Salvatore Biaggi)
- Michael B. Jordan (Danny Ford)
- Chris Chalk (Austin Davis)
- Nicoye Banks (Little Ron / Ronald Jordan)
- Xosha Roquemore (Tina Smith)
- Ralph Macchio (Louis Marciano)
- Mike Figueroa (Jesus)
- John Joseph Gallagher (Mike Flynn)

### Épisode 16:Trois en un
- États-Unis : 6 juillet 2010 sur USA Network
- France : 7 mai 2011 sur TF1

- Tom Lipinski (Dr Curtis / Andy Quinn / Tommy)
- Joanne Baron (Hildy Glaser)
- Robert Stanton (M. Nower)
- Bill Winkler (Norman Glaser)
- F. Murray Abraham (Dr Theodore Nichols)
- Kim Brockington (Doris)
- Joe Costa (Myron Schoen)
- John Joseph Gallagher (Jack Doyle)
- Christopher Mann (Ruben)
- J.C. Montgomery (inspecteur Mellor)
- Kate Nowlin (Terry Myers)

- Il s'agit de la pire audience de toutes les épisodes finaux de la franchise.
- A la dernière minute, la franchise a reçu un renouvellement pour 8 épisodes dans la saison 10, permettant de créer un final clôturant la série, avec Vincent d'Onofrio et Katryn Erbe.
- Dernières apparitions de Jeff Goldblum (inspecteur Zack Nichols), Saffron Burrows (inspecteur Serena Stevens), et Mary Elizabeth Mastrantonio (capitaine Zoe Callas).